# Pietro Comestore
Pietro Comestore o Pietro Mangiadore in latino Petrus Comestor o Petrus Manducator (Troyes, 1100 – Abbazia di San Vittore (Parigi), 12 ottobre 1179) è stato un teologo e scrittore francese.

## Biografia
Pietro Comestore nacque intorno al 1100 a Troyes o nei suoi dintorni nella famiglia di Guido Comestore, uno dei vassalli del conte Enrico I di Champagne. Ricevette una prima formazione nella scuola monastica dell’abbazia di Saint-Loup a Troyes sotto l’insegnamento di Giovanni di Tours e divenne in seguito canonico. Nel 1147 ottenne dal papa Eugenio III il titolo onorifico di decano del capitolo di Troyes (decanus Trecensis), che conserverà fino al 1164. L’anno seguente ricevette dal suo vescovo in beneficio una parrocchia della chiesa di Aubroisselle
Intorno al 1150 fu allievo di Pietro Lombardo presso la scuola della cattedrale di Parigi, con il quale nel 1158 venne definito magister insignis da Otto di St. Blasien all’interno delle sue cronache. Tra il 1164 e il 1168 rivestì la cattedra di teologia che passò nel 1169 a Pietro di Poitiers mentre ottenne la carica di cancelliere del Capitolo di Notre-Dame a Parigi (cancellarius Parisiensis) che conservò dal 1168 al 1178. Divenne inoltre canonico regolare all'abbazia di S. Vittore.
Nel marzo del 1179 partecipò probabilmente al Terzo Concilio Lateranense. Poco dopo essere tornato a Parigi, rinunciò a tutti i suoi incarichi ufficiali e si ritirò presso l’abbazia di San Vittore dove morì il 12 ottobre del 1179.  La sua tomba, situata presso il grande altare della chiesa abbaziale, riporta un epitaffio composto da Pietro stesso:
| LATINO | TRADUZIONE |
| --- | --- |
| Petrus eram quem petra tegit, dictusque Comestor nunc comedor. Vivus docui, nec cesso docere mortuus, ut dicant qui me vident incineratum: Quod sumus, iste fuit, erimus quandoque quod hic est. | Io ero quel Pietro che la pietra ricopre, detto il Mangiatore, ora sono stato divorato. Da vivo insegnai e morto non smetto di insegnare, affinché coloro che mi vedono ridotto in cenere dicano: Ciò che noi siamo, costui fu, un giorno noi saremo ciò che egli è qui. |

### Il nome
Sono stati attribuiti diversi nomi all’autore: lo ritroviamo citato come Petrus Comestor, Petrus Manducator, Petrus Parisiensis cancellarius, Petrus Trecensis presbyter, Pierre de Troyes, Pierre le Mangeur o Pierre Mangir.  Il nome latino Comestor o Manducator è attestato in numerosi manoscritti dell’Historia scholastica e nel suo epitaffio, scritto dall’autore stesso, dove egli gioca con il significato del nome e del cognome. La forma Mangir si trova per la prima volta in un manoscritto del XIII secolo di origine tedesca conservato alla biblioteca dell’Abbazia di Admont. Per molto tempo il termine Comestor e Manducator è stato associato alla sua fama di divoratore di libri; tuttavia, secondo un’ipotesi recente avanzata da S. Daly il nome potrebbe riferirsi alla famiglia d’origine del teologo e non al suo appetito per la lettura. Gli appellativi Parisiensis e Trecensis sono legati rispettivamente alle cariche di cancelliere dell’Università parigina e decano di Troyes che Pietro Comestore assunse in vita.

## Le opere

### LaHistoria scholastica
La Historia Scholastica è l’opera principale di Pietro Comestore ed è una vasta compilazione di storia biblica, destinata a presentare, in una forma ridotta, gli avvenimenti dalla creazione del mondo fino all’ascesa in cielo del Salvatore. Scritta in latino a partire dal 1168 e conclusa entro il 1173, anno in cui Robert d’Auxerre ne dà testimonianza nelle sue cronache, la Historia scholastica fu dedicata a Guglielmo di Champagne, arcivescovo di Sens dal 1168 al 1175, meglio noto come Guglielmo dalle Bianche Mani.

#### Il contenuto
La materia trattata si presenta come una storia continua che occupa un unico volume, i cui capitoli seguono l’ordine cronologico in cui i fatti sono avvenuti. L’autore organizza i contenuti dell’Historia scholastica prendendo come riferimento la disposizione che hanno i libri sacri all’interno della Bibbia, e spesso anticipa, alla fine di un capitolo, informazioni sugli avvenimenti successivi. In aggiunta egli fornisce regolarmente dettagli sulla composizione, sul contenuto e sulle numerose fonti da cui attinge. Lo stile dell’opera è fluido e semplice.
Per quanto riguarda i contenuti, l’opera non tratta l’Antico e il Nuovo Testamento nella loro interezza, ma si limita ai seguenti libri:
- Genesi
- Esodo
- Levitico
- Numeri
- Deuteronomio
- Giosuè
- Giudici
- Ruth
- Re (I -IV seguito dal Paralipomenon)
- Tobia
- Ezechiele
- Daniele
- Giuditta
- Ester
- Maccabei (I-II)
- Vangeli

Comestore omette gli Atti degli Apostoli, che tuttavia furono aggiunti successivamente da Pietro di Poitiers e circolavano congiuntamente all’opera principale.
È possibile suddividere l’Historia scholastica in quattro sezioni:
- La prima sezione è costituita dal Pentateuco e comprende il commento al libro della Genesi (I-CXV), in cui l’autore si sofferma a raccontare la storia della creazione e la chiamata del popolo ebraico; l’Esodo (I-LXXVIII), dedicato alla liberazione del popolo ebraico dalla schiavitù d’Egitto; il Levitico (I-XXXII) che riguarda le leggi religiose e sociali; i Numeri (I-LIII), dove è narrato il vagabondaggio degli Ebrei nel deserto; infine il Deuteronomio (I-XX) che contiene il codice delle leggi ebraiche.
- I commenti ai libri di Giosuè, Giudici e Re costituiscono una seconda sezione che si focalizza sulla creazione del regno d’Israele, la divisione e il suo successivo declino. Giosuè (I-XVIII) descrive la conquista di Canaan;  in Giudici (I-XXII) sono narrati una serie di episodi precedenti alla monarchia ebraica a cui segue il libro di Ruth;  il primo libro dei Re (I-XXVIII) tratta le origini della monarchia ebraica dal tempo del profeta Samuele fino al declino di Saul; il secondo libro dei Re (I-XXIII) narra la storia di Davide; il terzo libro dei Re (I-XL) descrive il regno di Salomone e la successiva divisione del popolo ebraico nei regni di Israele e Giuda; infine il quarto libro dei Re (I-XLVII) continua a riportare le vicende dei due regni.
- La terza sezione riguarda l’esperienza dell’esilio babilonese degli Ebrei allontanati dalla loro terra in seguito alla conquista babilonese del regno. Pietro Comestore inserisce il libro di Tobia (I-IV), che fornisce indicazioni storiche sulla cattività babilonese;  il libro di Giuditta (I), Ezechiele, Daniele ed Ester (I) che raccontano la ricostruzione del tempio a Gerusalemme.
- La quarta sezione comprende i commenti ai due libri dei Maccabei(I-XLII) e ai Vangeli(I-CXVIII): i primi sono un’introduzione del periodo storico precedente ai Vangeli, ossia una descrizione degli eventi politici in Palestina prima della nascita di Gesù, mentre il secondo è il più lungo commento singolo dell’Historia scholastica in cui sono narrati la vita e la morte di Cristo.

Pietro Comestore procede seguendo un’esegesi letterale, che gli permette di inserire i risultati di ricerche scientifiche, calcoli, digressioni geografiche per poi tornare alla narrazione principale Tali digressioni riguardano la cosmologia, le dimensioni del sole e della luna, la forza dei venti, il Mar Morto, l’origine del giubileo e molto altro.

#### Le fonti
Le fonti utilizzate da Pietro Comestore sono in primo luogo numerosi autori cristiani quali Agostino, Ambrogio, Beda, Girolamo, Isidoro di Siviglia, Ugo di San Vittore, Rabano Mauro. Fondamentali furono testi di riferimento come la Glossa o le Sententiae di Pietro Lombardo. Accanto a tali modelli, l’autore si serve dello sfondo storico ed archeologico delle Antiquitates Iudaicae e del Bellum Iudaicum di Flavio Giuseppe e delle diverse opinioni dei Padri della Chiesa. Flavio Giuseppe è una fonte preziosa a cui Comestore ricorre per le parti introduttive ai Vangeli o da cui prende in prestito dei racconti al fine di rendere le vicende  dell’Antico Testamento più vivaci. Parti delle Antiquitates Iudaicae sono spesso riprese alla lettera o inserite nell’Historia scholastica senza citarne la provenienza evidenziando in questo modo come l’opera di Flavio Giuseppe fosse posta sullo stesso piano della Bibbia.

#### La tradizione manoscritta
La tradizione manoscritta dell’Historia scholastica è molto vasta poiché esistono più di 800 manoscritti databili tra il XII e il XVI secolo. Una buona parte di essi è conservata in collezioni private (in Europa, Stati Uniti, Australia  e Nuova Zelanda) mentre la rimanente si trova in biblioteche pubbliche europee. La Francia possiede circa 180 manoscritti (di cui 77 si trovano a Parigi e 62 alla biblioteca nazionale di Francia), 41 si trovano a Monaco, 41 ad Oxford, 33 a Londra, 23 alla Biblioteca Vaticana, 22 a Cambridge e 16 a Vienna. L’opera fu scritta dall’autore a Parigi o nell’Abbazia di S. Vittore e poi si diffuse in tutta Europa: già nel XII secolo testimoni circolavano in Francia del nord, Germania, Italia, Inghilterra. I manoscritti furono realizzati da copisti professionisti, da monaci interessati all'attività esegetica di Pietro Comestore e dai maestri che se ne servivano nelle scuole. L’opera è trasmessa per lo più in un unico volume anche se in seguito venne suddivisa in due parti: un volume contenente l’Antico Testamento e un secondo l’Historia Evangelica o, in altri casi, la divisione andava dall’Antico testamento fino ai libri dei Re e poi da Tobia fino all’ Historia evangelica. I manoscritti del XII secolo spesso comprendevano altri due testi aggiunti in seguito: l’ Historia Actum Apostolorum e il Liber exceptionum, una piccola enciclopedia delle conoscenze sacre e profane scritta da Riccardo di S. Vittore.
I manoscritti più importanti sono
- P→ Paris, BnF lat. 16943, a.1183 prov. Corbie.
- S→ Porto, Biblioteca Publica Municipal, Santa Cruz 42, prov. Troyes o Sens, XII sec.
- Tr→ Troyes, Bibliothèque municipale 290, prov. Troyes, realizzato per i conti di Champagne tra il 1185-1200.
- W→ Wien, Osterreichische Nationalbibliothek 363, prov. Mondsee, a. 1180-1183
- Tro→ Troyes, Bibliothèque municipale 226, prov. Troyes, XII sec.
- Pa→ Paris, Bibliothèque nationale de France, lat. 14638, prov. Paris (Saint-Victor), XII sec. /1200
- To →Tours, Bibliothèque municipale 42,  prov. Paris, XII sec.
- L→ Lyon, Bibliothèque municipale 187, prov. Paris, XII sec.
- T→ Troyes, Bibliothèque municipale 451, prov. Paris, XII sec.

#### Il titolo
L’opera di Pietro Comestore è generalmente conosciuta con il titolo di Historia scholastica, tuttavia la maggior parte dei manoscritti del XII secolo riportano il titolo inverso, Scolastica Historia. Il più antico testimone, il manoscritto P, databile al 1183, riporta invece Hystoria veteris et novi testamenti. Né Historia Scholastica né Scolastica Historia possono essere considerati titoli originari dal momento che il fine dell’opera non era inizialmente accademico. Nel prologo, infatti, Comestore afferma di averla composta per rispondere alle domande di alcuni membri della comunità religiosa a cui apparteneva, l’abbazia di San Vittore oppure la chiesa di Notre Dame. Non ci sono ad oggi testimonianze certe di un titolo originario scelto dall’autore ed è probabile che, in sede di revisione, venne inserito il titolo di Scholastica historia, mutato poi in Historia scolastica nella tradizione manoscritta.

### Le Opere minori
Pietro Comestore fu un autore prolifico, sebbene molte delle sue opere siano rimaste inedite. Oltre all'Historia Scholastica sono a lui attribuiti:
- Sermones o Liber sermonum de solemnitatibus per anni circulum[17], sono una serie di 150 Sermoni, rimasti inediti, di cui 51 sono dedicati alle domeniche e alle festività dell’anno[18]. Essi costituiscono un insegnamento allo stesso tempo morale e dogmatico ed erano destinati ai canonici regolari dell’Abbazia di San Vittore e agli studenti già pratici dei metodi di indagine e di interpretazione della Bibbia[19]. Pietro Comestore applica nei Sermones gli stessi procedimenti esegetici utilizzati nell’Historia scholastica e inserisce, inoltre, informazioni sul contesto e sugli avvenimenti storici[20].
- De Excellentia Marie o De beata Vergine è una poesia in esametri di dieci versi dedicata alla Vergine Maria.
- Liber de Sacramentis o De sacramentis è un trattato composto tra il 1165 e il 1170 e  conservato in cinque manoscritti, in cui Pietro Comestore presenta e descrive i sacramenti cristiani, ad eccezione dell’estrema unzione, del matrimonio e del sacramento dell’ordine[21]. L’autore tratta dei sacramenti in generale (4 capitoli), della circoncisione (7 capitoli) del battesimo (25 capitoli), della confermazione (6 capitoli), dell'eucaristia (26 capitoli) e della confessione (55 capitoli). Il modello a cui l’autore fa riferimento è il IV libro delle Sententiae di Pietro Lombardo, tuttavia talvolta se ne discosta per quanto riguarda la struttura[22].
- La Glossa in Evangelia (Glossa in Matteum, Marcum, Lucam, Ioannem) è un commento sui quattro vangeli, rimasto inedito.
- La Materia super libros Sententiarum à è un prologo introduttivo alle Sententiae del maestro Pietro Lombardo.
- Le Quaestiones  sono registrazioni scritte delle dispute teologiche che avevano luogo durante l’attività didattica di Pietro Comestore[23] Si tratta di un materiale non ordinato e strutturato in maniera sistematica, con l’uso frequente di verbi al presente, dell’oscillazione tra la prima e la terza persona singolari per sottolineare gli interventi del maestro nella disputa, di allocuzioni agli studenti[24]. La disputa si apre con una citazione, tratta dalle Sacre Scritture o da un’auctoritas come i Padri della Chiesa, che viene letta secondo due interpretazioni opposte tra di loro o viene utilizzata come premessa per la costruzione di una serie di argomentazioni a carattere sillogistico. Al termine del dibattito si giunge ad una soluzione finale. Il fine delle quaestiones era di allenare gli studenti nella disputa teologica e fornire loro i mezzi per confutare gli avversari[25].

A Pietro Comestore sono erroneamente attribuiti anche il Liber Pancrisis, un’antologia delle massime dei Padri della Chiesa, un commento alle  Lettere di S. Paolo, il trattato De spiritu et anima, un commento dei Salmi, dove sono presenti degli elementi caratteristici del metodo esegetico di Pietro e un elogio a Pietro Lombardo, e le Allegoriae in Vetus et Novum Testamentum.

## L'influenza dell'autore

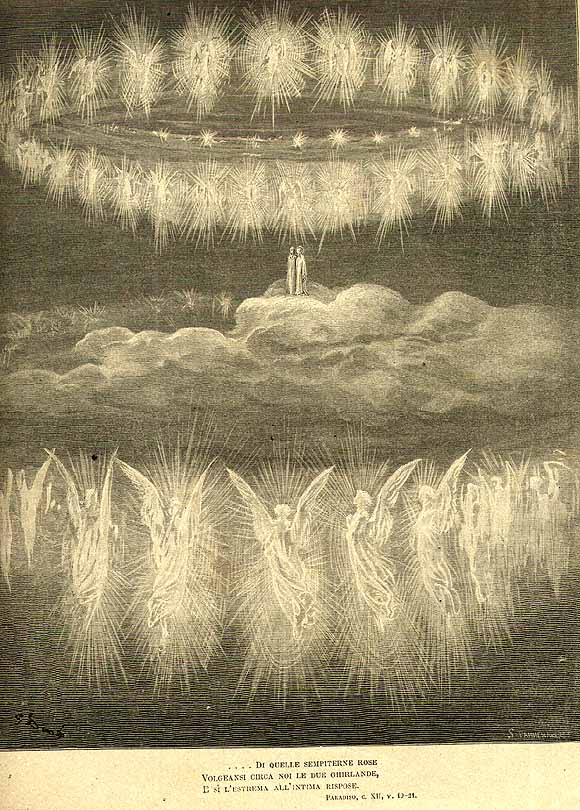
Dante tra gli spiriti sapienti

Pietro Comestore è considerato uno tra gli autori più significativi della seconda metà del XII secolo. La sua opera principale, l’Historia scholastica, lo rese celebre ancora in vita e divenne subito un classico all’interno delle scuole, dove era utilizzato come manuale biblico; inoltre fu uno dei libri più letti fino al XIV secolo sia nella sua versione originale latina sia nelle numerose traduzioni in lingue vernacolari come castigliano, catalano, ceco, portoghese, sassone. L’opera fu anche abbreviata, messa in versi o parafrasata, addirittura adattata per scopi teatrali. Pietro Comestore viene spesso citato nella letteratura medievale come magister Historiarum, ossia il maestro delle Storie, e per la sua fama di dotto fu citato da Dante nella Divina Commedia all’interno del cielo del Sole con gli spiriti sapienti:
"Ugo da San Vittore è qui con elli,
e Pietro Mangiadore e Pietro Spano,
lo qual giù luce in dodici libelli"
(Paradiso XII, 134-136)
Pietro Comestore fu anche un importante teologo ed esegeta; è ricordato, infatti, come il primo maestro parigino a commentare tutti e quattro i Vangeli. La sua esegesi segue la teoria di Ugo di San Vittore e della sua scuola, secondo cui era necessario partire dal senso letterale per poter comprendere gli altri sensi delle Scritture. Questa teoria fu portata avanti dal suo allievo Andrea di San Vittore e da discepoli come Pietro Comestore, Pietro Cantore e Stephen Langton. Un'altra caratteristica della scuola di San Vittore fu il ricorso all’esegesi ebraica, la quale aveva avuto un’ampia diffusione nella Francia del Nord grazie ai commentari sul Tanakh e il Talmud di Rashi e che era interessata a chiarire il senso letterale dei testi sacri dell’ebraismo.

## Edizioni e traduzioni

### Edizioni
- Ed. Emmanuel Navarrus, Madrid, 1699, riprodotto in Patrologia Latina (PL 198, 1053-1644).

- Petri Comestori Scholastica Historia. Liber Genesis, ed. a cura di A. Sylwan, Corpus Christianorum Continuatio Mediaevalis n. 191, Turnhout, Brepols, 2005, ISBN 978-2-503-04911-3.

### Traduzioni
- L'Évangile historial de Pierre le Mangeur, traduzione francese di P. Monat, Cabestany, Saint-Jude, 2017, ISBN 978-2-372-72115-8.
- Pietro Comestore, La Genesi, traduzione italiana di G. Lazzarini, Corpus Christianorum in Translation n. 30, Turnhout, Brepols, 2018, ISBN 978-2-503-57596-4.